# Fysiske konstanter
En fysisk konstant eller naturkonstant er en fysisk størrelse, hvis numeriske værdi er uforanderlig. De er altså universelle med konstante værdier. Fysiske konstanter står i kontrast til matematiske konstanter, som selvom de har en fast værdi ikke er defineret ud fra fysiske målinger. 
Der findes mange fysiske konstanter inden for videnskaben, hvor nogle af de mest kendte er lysets hastighed (c), gravitationskonstanten (G), Plancks konstant (h), vakuumpermittiviteten (ε0) og elementarladningen (e). Det Internationale Bureau for Mål og Vægt besluttede sig for at omdefinere flere af de grundlæggende SI-enheder ved fra den 20. maj 2019 at sætte værdien af flere fysiske konstanter fast, herunder Plancks konstant, elementarladningen, Boltzmanns konstant (kB) og Avogadros konstant (NA). De nye værdier er baseret på de bedst mulige målinger af konstanterne ud fra de gamle definitioner, herunder kilogrammet. Som konsekvens af omdefineringen vil usikkerheden i værdien af mange fysiske konstanter være væsentligt reduceret.
Neden for vises nogle af de almindeligste fysiske konstanter:
| Fysiske konstanter        | Fysiske konstanter | Fysiske konstanter   | Fysiske konstanter             |
| ------------------------- | ------------------ | -------------------- | ------------------------------ |
| Navn                      | Symbol             | Værdi                | Enhed                          |
| atommasseenheden          | u                  | 1,6605391⋅10-27      | kg                             |
| Avogadros konstant        | NA el. L           | 6,02214076⋅1023      | mol-1                          |
| Bohrradius                | a0                 | 0,5291772109 ⋅ 10-10 | m                              |
| Boltzmanns konstant       | k el. kB           | 1,380649⋅10-23       | J/K                            |
| Coulombs konstant         | kc                 | 8,98755⋅109          | N{\displaystyle \cdot }m2/C2   |
| elektronens masse         | me                 | 9,1093837⋅10-31      | kg                             |
| elementarladningen        | e                  | 1,602176634⋅10-19    | C                              |
| Faradays konstant         | F                  | 9,6485332⋅104        | C/mol                          |
| gaskonstanten             | R                  | 8,314463             | J/(mol⋅K)                      |
| gravitationskonstanten    | G                  | 6,67430⋅10-11        | N⋅m2/kg2                       |
| lysets fart i vakuum      | c                  | 2,99792458⋅108       | m/s                            |
| neutronens masse          | mn                 | 1,674927⋅10-27       | kg                             |
| normaltryk                | p0                 | 101,325              | kPa                            |
| normal-tyngdeacceleration | gn                 | 9,80665              | m/s2                           |
| vakuumpermeabiliteten     | μ0                 | 4π⋅10-7              | H/m                            |
| vakuumpermittiviteten     | ε0                 | 8,8541878⋅10-12      | F/m                            |
| Plancks konstant          | h                  | 6,62607015⋅10-34     | J{\displaystyle \cdot }s       |
| protonens masse           | mp                 | 1,6726231⋅10-27      | kg                             |
| Rydbergkonstanten         | R                  | 1,0973732⋅107        | m-1                            |
| Stefans konstant          | σ                  | 5,670374419⋅10-8     | W/(m2{\displaystyle \cdot }K4) |